# Dreissena blanci
Dreissena blanci is een tweekleppigensoort uit de familie van de Dreissenidae. De wetenschappelijke naam van de soort is voor het eerst geldig gepubliceerd in 1890 door Westerlund.